# Ein Herz für Kinder
Ein Herz für Kinder (eigentlich BILD hilft e. V. „Ein Herz für Kinder“) ist eine Hilfsorganisation, die in Deutschland und weltweit Kinder und Familien in Not unterstützt. Der Verein wurde 1978 auf Initiative des Verlegers Axel Springer und seiner Boulevardzeitung Bild ins Leben gerufen. Im ZDF wird jährlich eine Spendengala ausgestrahlt.

## Geschichte
Die Organisation wurde 1978 vom Verleger Axel Springer und der Bild-Zeitung ins Leben gerufen und ursprünglich als Aktion gegründet, die die Sicherheit von Kindern im Straßenverkehr fördern sollte. Die Organisation kämpfte vor allem für sicherere Verkehrsinfrastruktur, wie zum Beispiel mehr Ampeln und Spielstraßen. Ende der 1980er Jahre wurde das Tätigkeitsfeld von „Ein Herz für Kinder“ erweitert. Seitdem setzt sich der Verein neben der Verkehrssicherheit auch für Jugendhilfe, Gesundheitspflege, Daseinsfürsorge und Hungerhilfe für Kinder ein. Des Weiteren werden auch der Umweltschutz und die Kultur gefördert.
Seit 2001 findet einmal jährlich im ZDF eine Spendengala statt, die von Bildergarten Entertainment (ehemals Talpa Germany, die zeitweise zur Axel Springer SE gehörte) produziert wird. Davor wurde die Gala seit 1978 im Ersten gesendet. Moderiert wurde die Sendung bisher von Margarethe Schreinemakers, Ulla Kock am Brink, Thomas Gottschalk, Steffen Seibert, Jörg Pilawa und Johannes B. Kerner.

## Verwendung der Gelder
In Zusammenarbeit mit Kliniken ermöglicht die Organisation zum Beispiel ausländischen Kindern lebensrettende Operationen und Therapien, die in deren Heimat zum Teil nicht möglich wären und hilft in Kriegs- und Katastrophengebieten. Die Organisation betont dabei, dass jeder gespendete Cent direkt den Kindern zugutekomme.
Festgelegt ist nach Vereinsangaben, dass die Spenden zu etwa zwei Dritteln an Projekte in Deutschland und zu einem Drittel an ausländische Projekte gehen. Der Verein fördert ausschließlich konkrete Förderprojekte, somit fallen keine Personal-, Betriebs- und Reisekosten an. Die meisten Mitarbeiter arbeiten ehrenamtlich, wodurch die Verwaltungskosten gering bleiben. Diese werden durch die Axel Springer SE und Zinseinnahmen gedeckt.

## Einordnung und Kritik
Sämtliche Ausgaben werden in einem Jahresbericht zusammengefasst. Dieser wird nach Angaben des Vereins von einer Steuerberater-Sozietät geprüft; das örtliche Finanzamt hat die Gemeinnützigkeit bestätigt.
Seit 2024 trägt der Verein das DZI-Spenden-Siegel. Vorausgegangen waren jahrelange Spannungen, u. a. argumentierte der Verein mit hohen Kosten für ein solches Siegel. Der Geschäftsführer des Deutschen Zentralinstituts für soziale Fragen kritisierte, dass der Verein keine Finanzberichte veröffentliche und somit nicht ersichtlich sei, wohin das Geld fließe.
Im Zeitraum 2007 bis 2010 nahm der Verein 4,8 Millionen Euro mehr ein, als er ausgab. Unklar ist, wohin der Differenzbetrag floss.
Laut Charitywatch habe Bild hilft e. V. 2007 und 2008 diverse Kosten von SOS Projects beglichen. Dies stünde im Widerspruch zu dem Versprechen, keine Personal- und Betriebskosten zu übernehmen.
2012 veröffentlichte das Wirtschaftsmagazin Capital ein Transparenzbarometer für die 50 größten Spendenorganisationen. Ein Herz für Kinder wurde hierbei auf dem vorletzten Platz eingeordnet.
Nach dem Tsunami in Indonesien 2004 rief Ein Herz für Kinder zu Spenden auf. Die Organisation leitete 2 Millionen Euro an die Förder- und Interessengemeinschaft (FIG) Indonesia weiter. Es stellte sich heraus, dass diese Firma von einem Hamburger Hartz-IV-Empfänger geleitet wurde, der keinerlei Erfahrung im Bereich der Entwicklungshilfe hatte. Erst Anfang 2006 wurde mit dem Bau von Häusern und Booten begonnen. Diese waren nach einem Gutachten eines Architekten und der FAO mangelhaft. Nachforschungen eines Bild-Reporters wurden nicht veröffentlicht. Der Inhaber kaufte sich von dem restlichen Geld eine Villa und eröffnete ein Hotel auf den indonesischen Inseln. Bild hilft e. V. klagte und erhielt 850.000 Euro zurück.
Kritiker sehen in den Auftritten von Politikern in der Show einen „Kuschelkurs“ mit der Bild, die unter anderem stark wegen ihrer Angriffe auf Wissenschaftler in der Kritik steht. Die Süddeutsche Zeitung kritisierte insbesondere Olaf Scholz, Annalena Baerbock und Robert Habeck für ihre Auftritte, die dazu gedient haben sich beim „Springer-Verlag beliebt zu machen“. Auch Friedrich Merz, Markus Söder und Christian Lindner wurden Auftritte im Wahlkampf vorgeworfen. Geringe Spendensummen der Politiker stießen bei den Zuschauern ebenfalls auf Unverständnis.
Der Soziologe Harald Welzer sagte, dass er es grundsätzlich für verkehrt halte, wenn Politiker im Wahlkampf bei der Show auftreten. Man mache es ihnen total leicht „die allgemeine Gerührtheit über die wunderbare Bild-Zeitung und all die kleinen Kinderseelen in Sympathiepunkte für sich zu übersetzen“. Die 23 Millionen Euro seinen ferner „so gut wie nichts“ im Vergleich zu der politischen Situation in Deutschland, in der jedes fünfte Kind in Deutschland in Armut aufwachse. Charity sei im Vergleich zu strukturellen Verbesserungen viel rührender und billiger.
Der CDU-Politiker Ruprecht Polenz schlug vor, dass ZDF solle seine Zusammenarbeit mit der Bild beenden und eine eigene Show veranstalten.

## Spendensummen
| Jahr | Spendensumme              |
| ---- | ------------------------- |
| 1996 | 05.000.000 DM             |
| 2001 | 04.196.417 DM             |
| 2003 | 07.035.326 €              |
| 2004 | 08.378.791 €              |
| 2005 | 40.000.000 € 08.894.585 € |
| 2006 | 09.477.372 €              |
| 2007 | 12.178.579 €              |
| 2008 | 15.105.639 €              |
| 2009 | 13.478.746 €              |
| 2010 | 17.859.462 € 15.400.000 € |
| 2011 | 13.987.486 €              |
| 2012 | 14.384.971 €              |
| 2013 | 16.386.291 €              |
| 2014 | 16.269.471 €              |
| 2015 | 18.865.926 €              |
| 2016 | 18.078.716 €              |
| 2017 | 17.578.426 €              |
| 2018 | 18.484.573 €              |
| 2019 | 18.097.586 €              |
| 2020 | 25.977.285 €              |
| 2021 | 27.618.170 €              |
| 2022 | 24.236.721 €              |
| 2023 | 21.216.573 €              |
| 2024 | 23.627.158 €              |

1. ↑  Sonderspendensendung anlässlich des Erdbebens im Indischen Ozean 2004
2. ↑  Sonderspendensendung anlässlich des Erdbebens in Haiti

## Titelmelodie und Logo

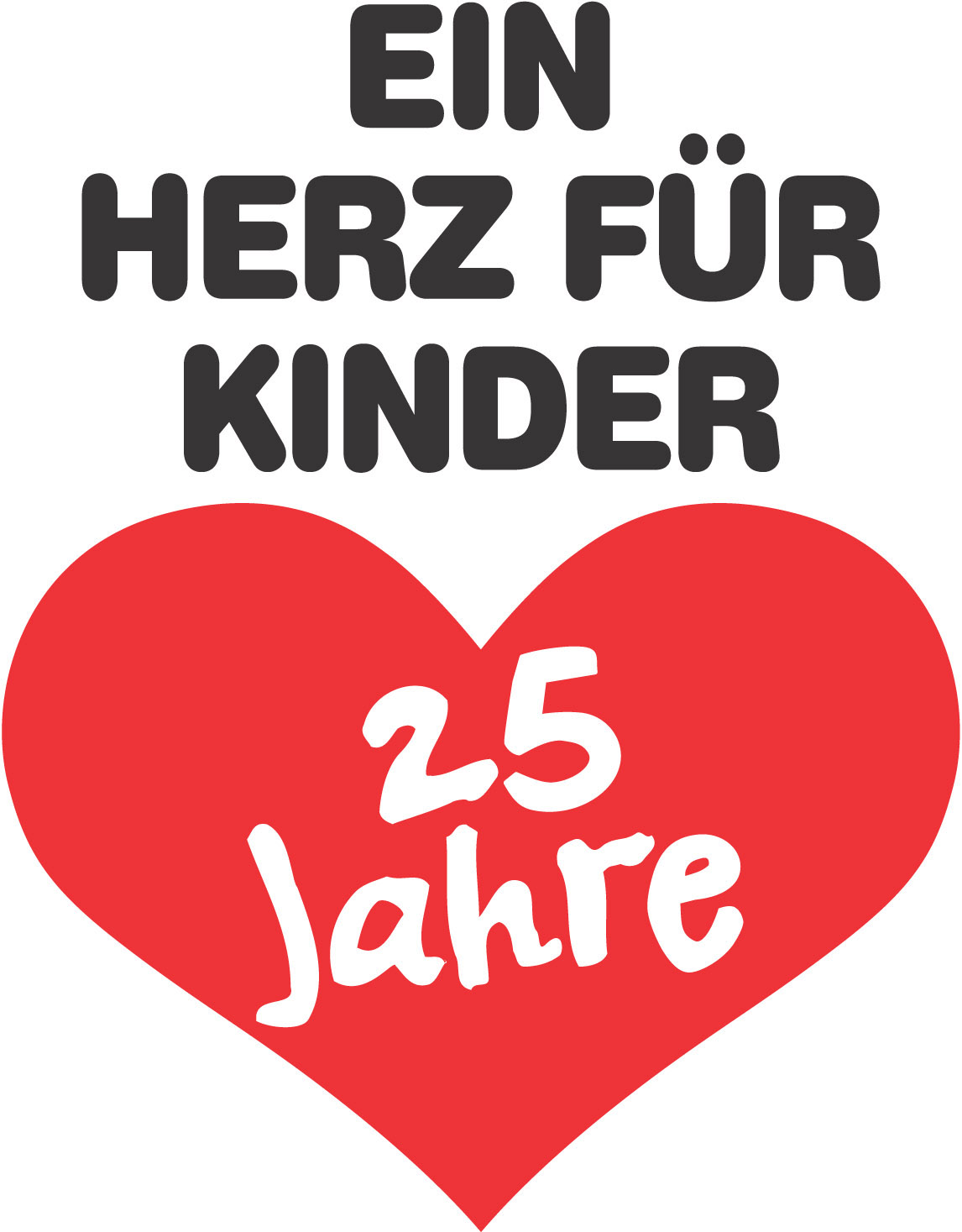
Logovariation zum 25-jährigen Jubiläum

Die Titelmelodie wurde von Jack White produziert und 1979 von der damals zwölfjährigen Andrea Jürgens gesungen. Das Lied Ein Herz für Kinder stieg in den deutschen Singlecharts bis auf den 14. Platz und war 19 Wochen in der Hitparade gelistet. Bekannt wurde die Aktion durch das Logo mit dem roten Herzen und der Aufschrift „Ein Herz für Kinder“. Nach Angaben der Axel Springer AG wurden seit Start der Aktion 100 Millionen Aufkleber verteilt.

## Schirmherrschaft und Unterstützung
Die Organisation steht unter der Schirmherrschaft der Boulevardzeitung Bild und kann für einzelne Hilfsprojekte immer wieder prominente Vertreter finden. Mehrere Unternehmen spenden Teile ihrer Einnahmen an Ein Herz für Kinder. Zudem werden regelmäßig Auktionen von und mit Prominenten bei der Charity-Auktionsplattform United Charity durchgeführt, deren Erlöse an Ein Herz für Kinder gespendet werden. 2009 ersteigerte McFit den FC Bayern München für 1 Million Euro zugunsten Ein Herz für Kinder, woraufhin dieser ein Testspiel gegen eine im Rahmen einer Sat.1-Sendung gecasteten Mannschaft absolvierte.
In Österreich lief die Aktion 1979 unter der Schirmherrschaft der Tageszeitung Kurier.

## Auszeichnungen für „Ein Herz für Kinder“
2005
- Bambi-Publikumspreis[58]

2006
- Auszeichnung „Die edelste Tat des Jahres“ (Verliehen von der serbischen Tageszeitung „Večernje novosti“)
- Auszeichnung von dolphin aid
- Hans-Rosenthal-Ehrenpreis[59]

2007
- Polnische Verdienstmedaille (Verliehen von der Katholischen Universität Johannes Paul II.)

2008
- KIND-Award (verliehen durch den Verein Kinderlachen e. V.)[60]
- Auszeichnung für das besondere Engagement für „Tafeln“ in Deutschland

2009
- Europäischer Wirtschaftsaward

2010
- Auszeichnung „Die Goldene Erbse“ (Verliehen von „Märchenland e. V. – Deutsches Zentrum für Märchenkultur“)
- Ehrenpreis von VITA Assistenzhunde e. V.
- Ehrenpreis von Human Plus e. V.

2011
- Medien Preis der Laureus Sport for Good Foundation[61]

2012
- Der Gelbe Engel[62]